# یانگ لیوی (بازیکن بسکتبال)
یانگ لیوی (انگلیسی: Yang Liwei؛ زادهٔ ۲ ژانویهٔ ۱۹۹۵) بازیکن بسکتبال اهل چین است. وی در بازی‌های المپیک تابستانی ۲۰۲۰ شرکت کرده‌است.